# Uschi Digard
Uschi Digard (Saltsjö-Duvnäs, 15 de agosto de 1948) es una actriz sueca, ex actriz pornográfica, modelo y productora de cine.
Ha protagonizado más de 120 películas y es conocida por aparecer en algunas películas de Russ Meyer, como Cherry, Harry & Raquel!, Supervixens y Beneath the Valley of the Ultra-Vixens. En su carrera utilizó más de 30 alias.

## Biografía
A los 16 años se fue de Suecia: primero se instaló en París, luego en Italia, en Suiza (donde actuó en el teatro) y en Inglaterra. Regresó a Suecia, luego en 1967 finalmente aterrizó en Estados Unidos, donde comenzó a trabajar como intérprete. Más tarde se convirtió en modelo, luego hizo su debut cinematográfico en 1968, convirtiéndose en una de las actrices favoritas del director Russ Meyer. Gracias al generoso tamaño de sus senos, aparecía frecuentemente en revistas pornográficas especializadas de todo el mundo. Como actriz porno también trabajó con John Holmes.
También participó en numerosos cortometrajes de lucha femenina en clave sexy: memorable, para los fanáticos del género, el desafío de la pelea en bikini entre Digard y su gran amiga Candy Samples, otra famosa modelo y actriz porno con formas prominentes (Battle of the Bosoms, Triumph Studios, 1980). Después de una larga carrera, se retiró de los escenarios en 1989. Digard habla ocho idiomas con fluidez: alemán, danés, noruego, francés, italiano, español, inglés y por supuesto sueco.

## Filmografía parcial
- The Kill, dirigida por Gary Graver (1968) - no acreditada
- The Master Beater, dirigida por Charles Carmello (1969)
- Cherry, Harry & Raquel!, dirigida por Russ Meyer (1970)
- The Seven Minutes, dirigida por Russ Meyer (1971) - no acreditada
- The Manson Massacre (The Cult), dirigida por Albert Zugsmith (1972) - no acreditada
- Prison Girls, dirigida por Tom DeSimone (1972)
- The Dirt Gang, dirigida por Jerry Jameson (1972) - no acreditada
- Vice Squad Women, dirigida por Al Fields (1973)
- The Black Gestapo, dirigida por Lee Frost (1975)
- Supervixens, dirigida por Russ Meyer (1975)
- Ilsa, la loba de las SS, dirigida por Don Edmonds (1975) - no acreditada
- The Killer Elite, dirigida por Sam Peckinpah (1975) - no acreditada
- Ilsa, la hiena del harén, dirigida por Don Edmonds (1976)
- The Kentucky Fried Movie, dirigida por John Landis (1977) - (segmento "Catholic High School Girls in Trouble")
- Beneath the Valley of the Ultra-Vixens, dirigida por Russ Meyer (1979)